# Hazafiság

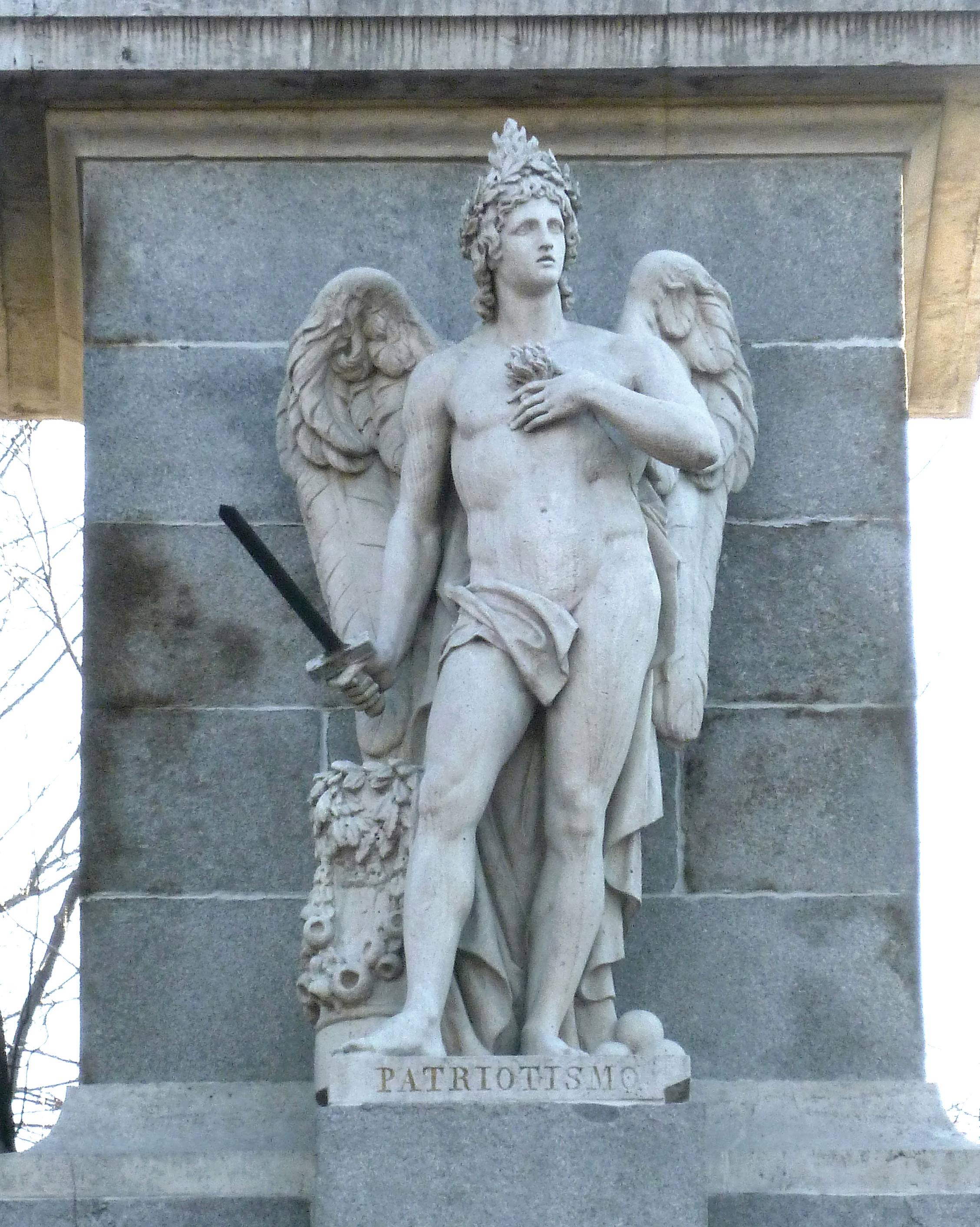
Francisco Pérez del Valle: A patriotizmus allegóriája

A hazafiság vagy nemzetközi szóval patriotizmus, a haza iránt érzett pozitív érzelmek összessége, a haza öntudatos, tevékeny szeretete, hajlandóság a szolgálatára. Sokféle érzés kombinációja lehet, beleértve az etnikai, kulturális, politikai vagy történelmi vonatkozásokat.
A hazafiság a haza mellett a nemzet felé is irányul. A hazafiság alatt értendő a közösségvállalás a nemzet többi tagjával, a közös hagyományok megőrzése, közös jövő biztosításának szándéka. A hazafiság történelmi fogalom, tartalma az idők folyamán változik.
A hazafiság eltúlzott formája az etnocentrizmus, azaz a saját nép pozitív tulajdonságainak mértéktelen eltúlzása, a nacionalizmus, a nemzeti érzés politikai szintre emelése és a sovinizmus, amikor a haza iránti pozitív érzelmek a más népek elleni gyűlölettel, xenofóbiával kapcsolódnak össze.
A hazafisággal való visszaélés gyakori formája az emberiség történelmében a háborúra való buzdítás, nem csak önvédelem, hanem támadás céljából is. Hasonlóképpen gyakori, hogy a politikában a kisebbségben maradó nézeteket hazaárulásnak kívánják beállítani.

## Etimológia

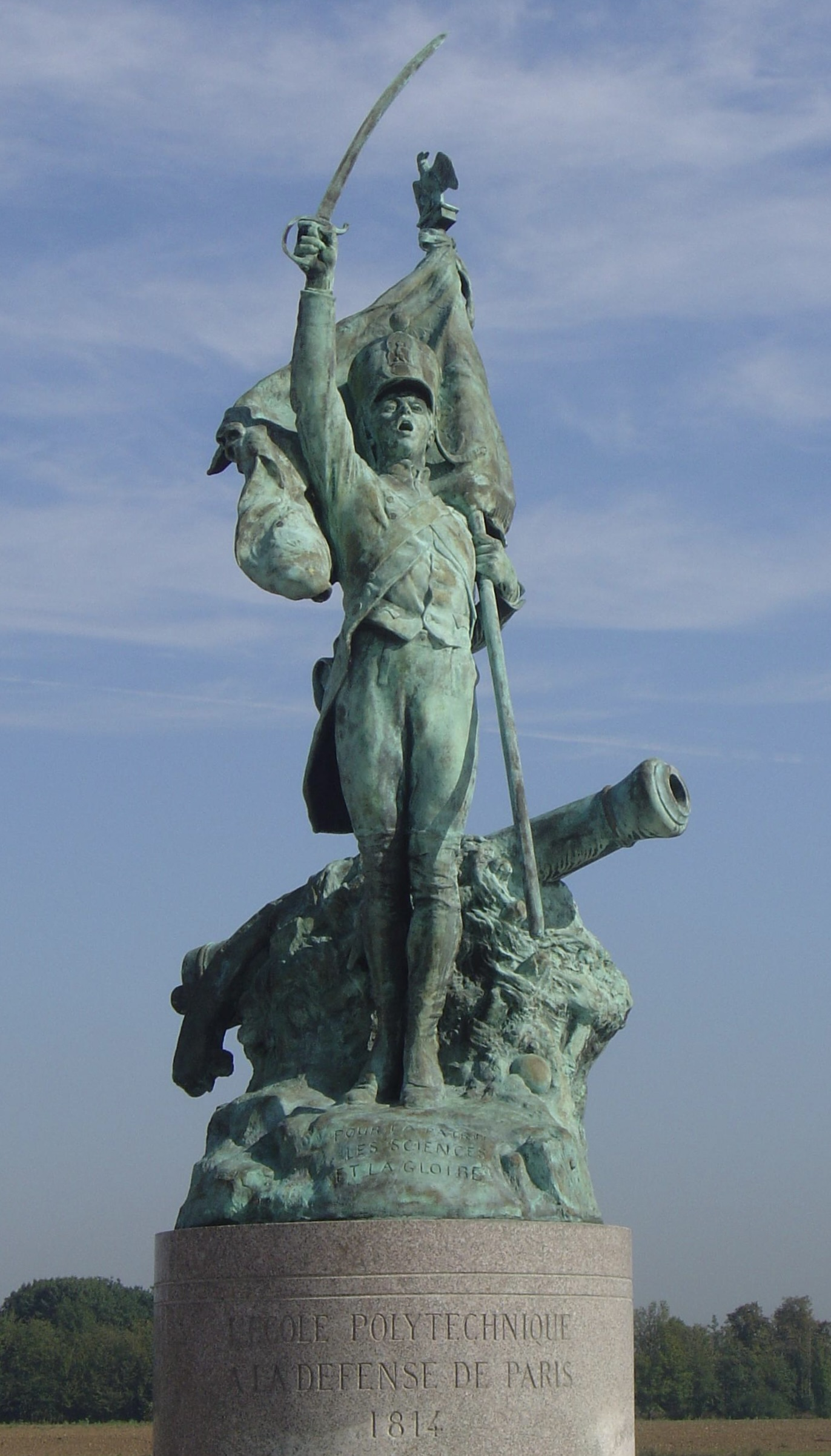
Hazafias emlékmű Párizsban az École polytechnique 1814-ben elesett hallgatóinak

A magyar hazafi szó a haza fogalmára és az ahhoz fűződő fiúi kapcsolatra utal. A nemzetközi, de magyarul is használatos patriotizmus szó eredete az ógörögben keresendő, ahol a πατριώτης (patriótes) szó még kizárólag az idegenekre, barbárokra vonatkozott. Ők a görög városállamoktól eltérően patriarchális, apaközpontú társadalmakban éltek, ahol a családapa (πατήρ patér) körül alakult ki a közösség, a klán vagy törzs (πατριά patriá). A szó útja a latinon át vezetett a franciába és más nyelvekbe, így a 16. században a német nyelvbe is. A jelentése azonban egészen a korai újkorig általában csak a közös lakóhelyre, származásra utalt, mint a földi, esetleg honfitárs, de a későbbi pátosz nélkül. A szó nyugat-európai jelentése a reformációhoz fűződő vallásháborúk idején formálódott büszke „hazafivá”, az 1560-as években a francia hugenották hívták magukat jó hazafinak (bon patriote), majd a németalföldi szabadságharc hozott döntő fordulatot a fogalom fejlődésébe, amikor I. Vilmos orániai herceg hívei magukat jó hazafiaknak (goede patriotten) látták.

## A meghatározás elemei
A hazafiság a szülőföld, az ősök, a nemzet, és a saját kultúra iránt érzett büszkeség, a pozitív érzelmek összessége. Jellemzői még a nemzet más tagjaival közös érzések és gondolkodásmód, a szokások, nyelv, történelem és erkölcs. Ezek szeretete, tisztelete, a hozzájuk való hűség, ragaszkodás és hajlandóság szolgálatukra. A hazafiság tettekben való megmutatkozása a képesség a haza iránti kötelezettségek önzetlen és odaadó teljesítésére, közösség vállalása a nemzet többi tagjával, a közös hagyományok megőrzése és a közös jövő biztosítása az utódok számára. A közösségvállalás alapja lehet a közös ország, állam, az etnikum.

## Elhatárolás a rokon fogalmaktól
Számos gondolkodó igyekezett, már a 18. századtól, elhatárolni a pozitív töltetű hazafiság fogalmát az inkább negatív nacionalizmusétól és az erősen negatív sovinizmustól. Egy közkeletű megfogalmazás szerint ez utóbbi kettő politikai ideológia, míg a hazafiság inkább erkölcsi nézet, ami a haza eszményét erkölcsi hivatkozási pontnak állítja be. (Az érzelmi zavart leginkább az okozza, hogy mind a patrióta, mind a nacionalista, mind pedig a soviniszta érzelmű ember hazafinak tartja magát.) Illyés Gyula megfogalmazása szerint patrióta az, aki jogot véd, soviniszta az, aki jogot sért.
Immanuel Kant ezzel kapcsolatban kijelentette, hogy az ösztönvezérelt nacionalizmust ki kell irtani, és helyébe a hazafiságot és a kozmopolitizmust kell állítani. Johannes Rau német elnök 1999-ben így fogalmazott: „Hazafi az, aki szereti a hazáját. Nacionalista az, aki mások hazáját megveti.”
Néhány jelentős társadalomtudós azonban, mint Dieter Langewiesche német történész, úgy tartja, hogy ezeknek a fogalmaknak az ilyen jószándékú, leegyszerűsített elhatárolása inkább vágyálom, mint valóság. Christian Jansen szerint egy toleráns hazafiság csak elméletileg, ideáltípusként képzelhető el. A gyakorlatban a történelem folyamán a hazafiság és a nacionalizmus konstruktív és destruktív elemei mindig együtt, kölcsönhatásban jelentek meg. Minden érzelmileg töltött azonosulás a saját nemzettel, ami túlmegy az egyszerű lojalitáson, kétarcú.
21. századi szociálpszichológiai kutatások is azt mutatják, hogy a hazafiság, a nacionalizmus és a sovinizmus megkülönböztetése a gyakorlatban nehéz. Adam Rutland gyermekek körében végzett vizsgálódásokat, és megállapította, hogy a saját nemzettel való egyetértés szorosan korrelál más nemzetek lebecsülésével.

## A magyarországi hazafiság története a 20. századig
A hazafiság érzete, létrejötte óta, meglehetősen állandó, mégis van története. A fogalom kialakulása és fejlődése a haza és a nemzet fogalmával együtt, kölcsönhatásban haladt. Gyökerei a szülőföld, a család, vérrokonság, a törzs iránti ősi érzelmekben kereshetők. A magyar honfoglalás, majd a kereszténység felvétele, az államalapítás után ezek az érzelmek fokozatosan – nem kevés nehézség, ideológiai küzdelem, sőt polgárháború révén – kiszélesedtek az egész ország és az uralkodó iránti hűségre, a kialakulóban lévő haza fogalmára. A 13. század végétől már források is tanúsítják a haza iránti szeretet megbecsülését, elsősorban a korbéli királyi oklevelek révén.
A középkori magyar hazafiság alapvető eleme az idegen befolyás elleni védekezés volt. Ennek korai megnyilvánulása volt Koppány vezér híveinek harca Szent István kereszténységével szemben, majd további példa a középkori magyar királyi udvar körüli idegenekkel szembeni elleni ellenszenv, aminek Bánk bán története állított emléket. Az ezeréves magyar kultúrfejlődés lényege az általános európai és a specifikusan magyar elemek küzdelme, ami aztán a 19. században, a nemzeti kultúra európai színvonalra emelkedésével viszonylagos egyensúlyba jutott.
A török hatalom megjelenése az ország déli határain azzal járt, hogy a magyar hazafiságnak a török elleni harc vált a vezérlő elemévé. A magyarság felismerte a létét fenyegető veszélyt. A hódoltság idején végig fennmaradt a szabadság visszaszerzésének a vágya. Már a hódoltság idején megjelent a középkori magyar hazafiság másik vezérlő eszméje is, a Habsburgok elleni érzelmek, a politikai szükségszerűség ellenére a nemzet érzelmei Habsburg-ellenesek maradtak. Az Erdélyből kiinduló osztrákellenes felkelések mindig magával ragadták a középkori nemzet többségét. 
Az Ausztria-ellenes érzelmek a 19. század elején új erőre kaptak, mint a magyarságnak a politikai, gazdasági és kulturális önállóságáért folytatott harca. Ez az érzés fennmaradt a szabadságharc bukása után is. A dualizmus korának magyar kormánypolitikája lehetett észszerű, eredményes, akár szükségszerű is, de igazán népszerű sohasem volt, mert ellenkezett a magyarság függetlenségi vágyaival.
A hagyományoknak, érzéseknek, vágyaknak a hazafiság fogalmába koncentrálódó összességéből a különböző korokban, különböző társadalmi és politikai helyzetekben más-más motívumok kerülnek előtérbe. Az aktuális vezérlő motívumot gyakran azonosítják a fogalom egészével, és a társadalmi, politikai küzdelmek során gyakran kétségbe vonják azok hazafiságát, akik különvéleményt hangoztatnak.

## A hazafiság különböző országokban

### Németország
A sok különálló német államalakulatban a hazafiság fogalma csak későn, a felvilágosodás korában jelent meg. 1724-ben Michael Richey német gondolkodó a Der Patriot nevű magát erkölcsi hetilapként definiáló periodikában  kifejtette, hogy az a hazafi, aki a haza javát akarja, és ezért kész aktívan cselekedni is. Ugyanakkor a lap nem tett különbséget a hazafiság és a kozmopolitizmus között, meghatározása szerint az ideális hazafi a saját városa mellett az egész világot a hazájának tekinti. 1742-ben Richey a Patriot szó német fordításaként a Stadtfreund (városbarát) szót javasolta, ez is jelzi a korabeli németség sok részre osztottságát, ami miatt a haza képében először is a szűkebb kis (város)állam jelent meg.
Justus Möser 18. századi német politikus és gondolkodó, valamint a felvilágosodás sok más híve szerint a rendi társadalomban nem létezik hazafiság, csak alattvalói engedelmesség. Csak egy olyan államforma várhatja el a polgáraitól az önfeláldozó hősiességet, amely garantálja a jogállamiságot és a szabadságot.
A hétéves háború idején, 1761-ben Friedrich Carl von Moser megkísérelt egy német „birodalmi hazafiságot” létrehozni, nem sok sikerrel. Vele szemben Thomas Abbt, a felvilágosodás filozófusa, Poroszországot határozta meg hazájának, amiért érdemes egy hazafinak az életét is feláldozni. 1793-ban Christoph Martin Wieland költő hiányolta egy közös német hazafiság szellemét, és sajnálkozását fejezte ki, hogy a német patrióták szűkebb régiójukhoz kötődnek a közös német birodalom helyett.
A hazafiság fogalma sokáig csak az elitet foglalkoztatta német földön. A szélesebb néptömegek körében csak a Napóleon ellen vívott felszabadító háborúk idején kezdett meggyökeresedni, amint ez számos más európai nemzet esetében is történt.
A német hazafiság gondolata hosszabb ideig szoros összefüggésben fejlődött a francia forradalom eszméivel, a Szabadság, egyenlőség, testvériség jelszavával. Napóleon bukása és a győztesek bécsi kongresszusa után azonban Európa-szerte, így német földön is újra előretörtek a rendiség erői a polgársággal szemben. A Szent Szövetség egyfajta internacionalista együttműködése sikerrel törte le a hazafias forradalmakat, így a magyar 1848–49-es forradalmat és szabadságharcot is.
A Német-római Birodalom megszűnése, 1806 után a „birodalmi hazafiság” megteremtésére irányuló erőfeszítések okafogyottá váltak. A hazafias érzelmű németek fokozatosan az egységesülő német nemzet eszméje felé fordultak, amit a közös kultúra („kultúrnemzet”) vagy az etnikum alapján definiáltak. A német nyelvterületet megosztó határok felszámolásáért a Német Szövetség keretében is folytatott küzdelem lassan, de biztosan erőre kapott. A nemzeti érzések gyakran a Franciaországgal való szembenállás talaján nyilvánultak meg, mint 1840-ben, amikor a rajnai válság során a franciák igényt támasztottak német területekre. Ekkoriban keletkeztek az olyan ismert német hazafias dalok, mint a Die Wacht am Rhein vagy a Deutschlandlied, amiből Németország himnusza lett. A honvédő érzelmek gyorsan, már a Német Császárság idején átcsaptak a német felsőbbrendűség érzésébe. A német hazafiság azonban még jó ideig megoszlott a birodalom és az egykori részállamok között. A bismarcki birodalmi gondolat is föderalista jellegű maradt.
Az első világháború előtt a marxista gyökerű német munkásmozgalomban is, csakúgy, mint a több háborúra készülő ország munkásmozgalmában, az internacionalizmuson felülkerekedtek a hazafias, nacionalista érzelmek, ami a nemzetközi munkásmozgalom szakadásához vezetett. A két világháború között aztán a hazafias érzést teljesen kisajátította és sovinizmussal, rasszizmussal váltotta fel a nemzetiszocializmus.

Willy Brandt 1972-es választási plakátja is a nemzeti büszkeségre apellál

A második világháború után a Nyugat-Németországban a hazafiság kérdése a nácizmus bűnei miatt alárendelt szerepbe került, amit a konzervatív erők igen sajnálatosnak tartottak. Egy 2011-es tanulmány 53 államban vizsgálta a hazafias érzelmeket az 1980 és 2001 közötti időszakra vonatkozóan. Németország eszerint Japán után a második legcsekélyebb mértékű patriotizmust mutatta fel; a „leghazafiasabb” ország Venezuela volt. A hazafiságot Németországban bizonyos mértékig az úgynevezett alkotmányos hazafiság helyettesítette, azaz az etnikum helyett az alkotmányhoz való hűség. A nemzeti érzelmek emellett a látványsportokban, elsősorban a labdarúgás szurkolóinak körében mutatkoztak meg. Egy 2009-es tanulmány szerint a németek 60%-a büszke a hazájára. Egy másik tanulmány viszont ezt az értéket 83%-ra mérte.
A Német Demokratikus Köztársaságban az 1970-es években próbálták meg bevezetni a „szocialista hazafiságot”, hogy elhatárolják magukat az NSZK-tól és ezen az alapon egyesítsék a lakosságot.

### Amerikai Egyesült Államok
Az Egyesült Államokban a hazafiság érzése különleges – mivel az etnikai elem teljesen hiányzik – és igen erőteljes. Az iskolások sok államban minden tanítási nap kezdetén felmondják a hűségesküt hazájukhoz. A nemzeti zászló minden második
házon ott lobog, a gépkocsik 15-20%-án is megtalálható az amerikai zászló képe. A kormány gyakran hivatkozik a lakosság hazafias érzelmeire, ha ellentmondásos döntéseket akar elfogadtatni, mint a Patriot Act esetében.

### Oroszország, Szovjetunió
A cári Orosz Birodalom is igyekezett felhasználni az orosz néptömegek természetes hazaszeretetét, a „Haza anyácska” (Родина-мать) iránti érzelmeit a birodalmi érdekek érvényesítésére. Volt azonban ellenzéke is a patriotizmusnak, mégpedig Lev Nyikolajevics Tolsztoj személyében, aki a hazafiságot „durva, káros, szégyenletes és csúnya, de főleg természetellenes” érzésnek tartotta. Szerinte a hazafiság elkerülhetetlenül háborúhoz vezet, és az állami elnyomás eszközéül szolgál. Azt tartotta, hogy a hazafiság mélyen idegen az orosz néplélektől, és más népek dolgozóitól is.
Az 1917-es októberi orosz forradalom után a hazafiság, patriotizmus szó és fogalom használata háttérbe szorult, sőt a „burzsujhoz” kissé hasonlóan negatív karaktert kapott. Lenin egyébként így fogalmazott: a haza szeretete „egyike a legmélyebb érzéseknek, mely elkülönült hazák évszázados és évezredes fennállása során gyökeresedett meg”. A bolsevikok azonban az internacionalizmust helyezték előtérbe, és a nemzeti érzéseket a világforradalmat akadályozó tényezőnek tekintették.
Az 1930-as évek derekán azonban Sztálin ideológiai fordulatot hajtott végre, és a proletariátus mellett az orosz népet is a haladó társadalmi tényezők közé emelte, egyúttal propagálni kezdte az orosz hazafiság eszméjét is. Ez összefüggésben lehetett azzal, hogy nemzetközileg nyilvánvalóvá vált a világforradalmi elképzelések kudarca, valamint a belpolitikában a nagy tisztogatás során szüksége volt hatalmi bázisának megszilárdítására. Ez a tendencia rendkívüli mértékben megerősödött a második világháború során, amikor a Németország ellen folytatott élet-halál küzdelmet is Nagy Honvédő Háborúnak nevezték el a hazafias érzelmek felébresztése jegyében. Ez a tendencia egészen az 50-es évek elejéig, Sztálin haláláig tartott, egyik utolsó momentuma a kozmopolitizmus elleni harc  volt, ami tulajdonképpen egy Sztálin által kezdeményezett antiszemita kampány volt.
Ezután a Szovjetunióban újra a proletár internacionalizmus került előtérbe, de a hazafiság eszméjét is igyekeztek felhasználni az államhoz való hűség biztosítására. Ennek egyik megnyilvánulása volt például a Komszomol 1962-es alapszabálya, amely tartalmazta a tagok kötelességét a szovjet haza védelmére, akár életük feláldozása árán is. Az alapszabálynak ezt az elemét csak 1989-ben törölték el.
Az 1960-as és '80-as években a hazafiságot a szovjet társadalomtudományok művelői a társadalmi tudat egyik formájaként vizsgálták.
A Szovjetunió felbomlása, az oroszországi rendszerváltás után a hazafiság eszméjét fokozatosan visszahelyezték jogaiba Oroszországban is. A 2010-es években több közvéleménykutatás is foglalkozott ezzel a kérdéssel, és eredményeik szerint a lakosság 70-80%-a vallotta magát hazafias érzelműnek, szemben a 90-es évek 30%-os arányával. Putyin elnök is több nyilatkozatában hangsúlyozta a hazafiság társadalmi összetartó erejének fontosságát.

## Fordítás
- Ez a szócikk részben vagy egészben  a   Patriotizmus című német Wikipédia-szócikk ezen változatának fordításán alapul.  Az eredeti cikk szerkesztőit annak laptörténete sorolja fel. Ez a jelzés csupán a megfogalmazás eredetét és a szerzői jogokat jelzi, nem szolgál a cikkben szereplő információk forrásmegjelöléseként.
- Ez a szócikk részben vagy egészben  a(z)   Патриотизм című orosz Wikipédia-szócikk ezen változatának fordításán alapul.  Az eredeti cikk szerkesztőit annak laptörténete sorolja fel. Ez a jelzés csupán a megfogalmazás eredetét és a szerzői jogokat jelzi, nem szolgál a cikkben szereplő információk forrásmegjelöléseként.